# Vicente del Bosque
Vicente del Bosque González (født 23. december 1950 i Salamanca, Spanien) er en tidligere spansk fodboldspiller og senere træner, der fra 2008-2016 var træner for Spaniens landshold, som han som aktiv også selv spillede for. Tidligere har han været træner for Real Madrid, som han blandt andet førte frem til to Champions League-titler. Real var også hans primære klub som aktiv spiller.

## Karriere som spiller
Del Bosques aktive spillerkarriere strakte sig fra 1969 til 1984, og efter korte ophold hos klubberne Córdoba CF og CD Castellón tilbragte han 12 år hos Real Madrid, hvor han spillede som defensiv midtbanespiller. Han spillede for Real 312 ligakampe, og var med til at blive spansk mester fem gange, og Copa del Rey-vinder fire gange. Han spillede desuden 18 kampe for Spaniens landshold, som han blandt andet repræsenterede ved EM i 1980.

## Trænerkarriere
Del Bosque blev efter sit karrierestop træner for Real Madrid Castilla, der er Reals andethold, en position han besad fra 1985 til 1990. Efter i 1994 i en kort periode at have været træner for førsteholdet, blev han i 1999 ansat som permanent cheftræner, og var i sine fem år på posten særdeles succesfuld. Det lykkedes Del Bosque at føre Real til det spanske mesterskab i både 2001 og 2003, samt ikke mindst Champions League-titlen i både 2000 og 2002. I 2002 vandt holdet desuden UEFA Super Cup og Intercontinental Cup.
Efter at Real ikke formåede at genvinde Champions League i 2003 blev Del Bosque fyret i Real, og blev i stedet træner for tyrkiske Beşiktaş JK, hvor han dog kun var chef i en enkelt sæson. Efter at Luis Aragonés havde gjort Spaniens landshold til europamestre i 2008 sagde han selv sin stilling op, hvorefter Del Bosque blev udpeget som hans efterfølger. Det lykkedes uden større problemer Del Bosque at kvalificere spanierne til VM i 2010 i Sydafrika som han også vandt. Endvidere har han vundet EM med Spanien i Polen/Ukraine i 2012.